# Edward Hałoń
Edward Hałoń, ps. Boruta (ur. 17 marca 1921 w Brzeszczach, zm. 6 stycznia 2012 w Warszawie) – działacz społeczny, pracownik naukowy. Absolwent filozofii na Uniwersytecie Jagiellońskim. Pracownik Uniwersytetu Warszawskiego. 
W czasie II wojny światowej działacz konspiracyjnego krakowskiego Okręgowego Komitetu Robotniczego PPS. Autor raportów o sytuacji w KL Auschwitz dla rządu londyńskiego. Organizator ucieczek więźniów z obozu m.in. ucieczki swojego brata Kazimierza, kierownik przyobozowej organizacji podziemnej PPS.